# قرانيات
القرانيات (الاسم العلمي: Cornales) هي رتبة من النباتات تتبع طائفة ثنائيات الفلقة من شعبة حقيقيات الأوراق. تحتوي على حوالي 600 نوع. وعادةً ما يكون للنباتات التي تنتمي للقرانيات أربع زهرات منفصلة، إلى جانب ثمرات الحسلة ومتاع صغير يعلوه غدد رحيق على شكلٍ أسطواني.

## فصائل
تحت نظام مجموعة نسالة كاسيات البذور (APG)، تحتوي رتبة القرانيات على الفصائل التالية:
- القرانية قرانية (فصيلة الـقرانيا، متضمنة الطوبالية، الطوبال)
- Curtisiaceae (cape lancewood)
- Grubbiaceae (فصيلة sillyberry)
- الهدرانجية
  - الهدرانجاوات
    - الهدرانجاوية
      - الهدرانج
- Hydrostachyaceae
- اللواسية (الاسم العلمي:Loasaceae)

## النسالة
القرانيات هي أخت ما تبقى من النجميات، وهي الفرع الحيوي الكبير المتنوع. وأعضاء القرانيات منفصلون جغرافيًا ومتنوعون تشكليًا، مما أدي إلى خلط ملحوظ حول النطاق الملائم للمجموعات في الرتبة والعلاقات بينهم. وتحت نظام كورنكويست تتكون الرتبة من الفصائل Cornaceae، Nyssaceae، شرابات الحرير، وAlangiaceae وتم وضعه ضمن وردانيات، ولكن هذا المفهوم لم يعد متبعًا. وتمت إزالة العديد من الفصائل والأجناس المتصلة سابقًا برتبة القرانيات، من ضمنها Garryaceae وGriselinia وCorokia وKaliphora وغيرها.
تقترح المعطيات الجزيئية أن هناك أربعة فروع حيوية في رتبة القرانيات: قرانيا-علنج وnyssoids-mastixioids وHydrangeaceae-Loasaceae وGrubbia-Curtisia ومعهم الرتبة الحيوية Hydrostachyaceae في موقع غير محدد، الذي هو في الغالب قاعدي. ومع ذلك، فالعلاقة بين هذه الفروع الحيوية غير واضحة، ونتيجة للعديد من التأويلات التاريخية التصنيفية، والآراء المتخلفة فيما يتعلق بأهمية التنوعات التشكيلية، فأن رتب الأصناف في الرتبة متعارضة. وقد تمثل هذه الصعوبات في تفسير نظاميات رتبة القرانيات، تنوعًا مبكرًا وسريعًا لمجموعات الرتبة.